# 原子反射鏡

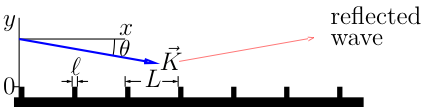
原子反射鏡示意圖，波向量為 的入射波被相隔距離為 的凸脊散射。

原子反射鏡是指一種可以反射中性原子的物體，像是鏡子反射光線一樣。原子反射鏡可能是電場、磁場、電磁波甚至是矽晶片。而這個概念是由量子反射而來。